# Aichi B7A
Aichi B7A Ryusei (saveznički naziv „Grace“) je bio velik i snažan torpedni bombarder Japanske carske mornarice tijekom drugog svjetskog rata.

## Dizajn i razvoj
B7A je nastao temeljem zahtjeva Japanske carske mornarice iz 1941. godine za razvojem jurišnog bombardera namijenjenog djelovanju s nosača zrakoplova koji je trebao u potpunosti zamijeniti zrakoplove Nakajima B6N Tenzan i Yokosuka D4Y Suisei. Prvi prototip je poletio u svibnju 1942. godine, no zbog poteškoća u isporuci motora masovna proizvodnja nije mogla početi prije 1944. godine, kada isti više nije mogao imati većeg utjecaja na ishod rata. Naime u to doba više nije postojao niti jedan nosač zrakoplova s kojeg bi isti mogao poletjeti i stoga je proizvedeno samo 105 primjeraka.
Zrakoplov je koristio zvjezdasti motor „Nakajima NK9C Homare 12“ od 1.360 kW s 18 cilindara smještena u dva reda i imao je specifičan oblik krila, nešto slično poput američkog zrakoplova F4U Corsair – kako bi propeler imao dovoljno prostora, bez potrebe za uvođenjem duljeg podvozja.
B7A nije imao ništa veći kapacitet nosivosti naoružanja od njegovih prethodnika. Unutrašnji spremnik za bombe mu je omogućavao nošenje dvije bombe od 250 kg. Usprkos svojoj veličini i robusnosti upravljanje i performanse su mu bile kao i kod lovačkih zrakoplova, pa čak i bolje od Zeroa koji su se tada nalazili u službi. Odlikujući se velikom brzinom i odličnim manevarskim sposobnostima, da je ranije uveden u službu mogao je predstavljati velik izazov američkim lovačkim zrakoplovima.

## Inačice
- B7A1 – prototipovi – 9 izrađenih.
- B7A2 – proizvodna mornarička verzija.
- B7A2 prototip – jedan zrakoplov opremljen motorom „Nakajima Homare 23“ od 1491 kW.
- B7A3 – predložena inačica nikad izrađena.

## Korisnici
- Japan

## Tehničke karakteristike
Izvori podataka: =
Osnovne karakteristike
- posada: 2
- dužina: 11,49 m
- raspon krila: 14,40 m
- površina krila: 35,40 m 2
- visina: 4,07 m

Letne karakteristike
- najveća brzina: 567 km/h
  - borbeni dolet: 3.038 km
- brzina penjanja: 9,6 m/s
- najveća visina leta: 11.250 m
- motor: 1 x Nakajima NK9C Homare 12
  - propeler: 1

Naoružanje
- naoružanje: 2 × 20 mm topovi „Type 99 Model 2“ u krilima, 1 × 7.92 mm „Type 1“ strojnica ili 13 mm „Type 2“ strojnica straga, 800 kg bombi ili 1 × 800 kg torpedo.

## Vanjske poveznice
- IJN Pics
- AirToAirCombat.Com: Aichi B7A Ryusei  Arhivirana inačica izvorne stranice od 30. prosinca 2007. (Wayback Machine)